# Ceija Stojka

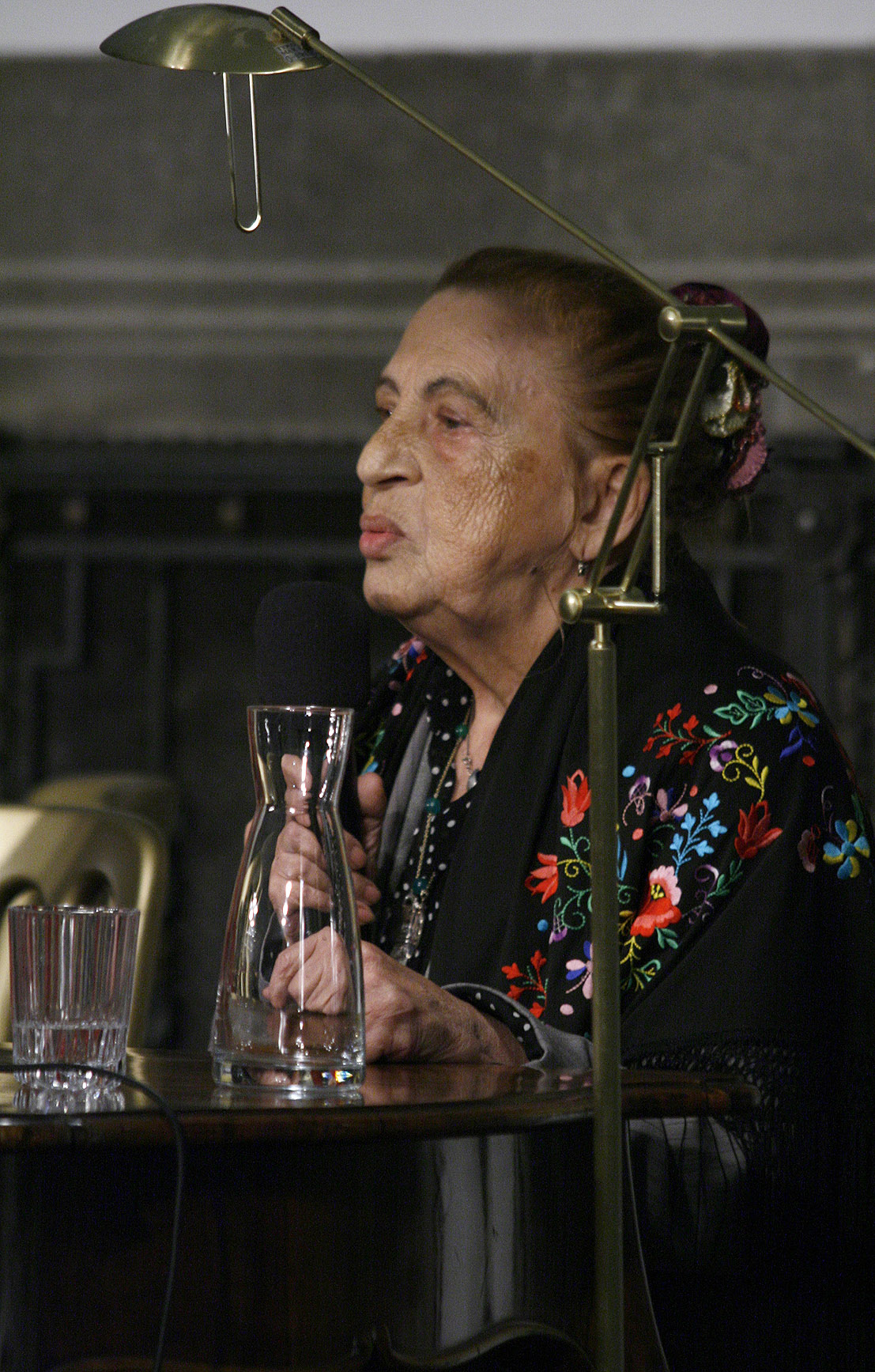
Ceija Stojka (Wien 2008)

Ceija Stojka, bürgerlich Margarete Horvath-Stojka (* 23. Mai 1933 in Kraubath an der Mur, Steiermark; † 28. Jänner 2013 in Wien) war eine österreichische Schriftstellerin und Künstlerin. Sie gehörte den Lovara-Roma an, die besonders in Zentral- und Osteuropa leben, und überlebte als Kind drei nationalsozialistische Konzentrationslager.
Sie war die Schwester von Karl Stojka und Mongo Stojka und Tante von Harri Stojka und Karl Ratzer.

## Leben
Als Kind wuchs Ceija Stojka in einer Familie auf, die als Pferdehändler durch Österreich reiste. Ihr Vater wurde nicht – wie viele Jahre irrtümlich von ihr geglaubt – im KZ Dachau, sondern auf Schloss Hartheim ermordet. Nach der Deportation ihres Vaters 1941 nach Dachau, wurde der Rest der Familie in das Konzentrationslager Auschwitz-Birkenau deportiert. 1943 wurde sie mit ihrer Mutter und Schwester ins KZ Auschwitz-Birkenau geschickt, wo Stojka in der Nähstube arbeiten musste. 1944 wurde sie zusammen mit ihrer Mutter und Schwester, getrennt von den jüngeren Brüdern, ins Frauen-Konzentrationslager Ravensbrück gebracht. Kurz vor Kriegsende kamen alle drei nach Bergen-Belsen, wo sie 1945 befreit wurden. Von der Großfamilie, die etwa 200 Personen umfasste, überlebten nur sechs Personen.
Nach dem Krieg ließ sich Stojka in Wien nieder, wo sie bis zu ihrem Tod lebte.
1988 schrieb sie ihr erstes Buch Wir leben im Verborgenen und machte als eine der ersten auf das Schicksal ihres Volkes in den Konzentrations- und Vernichtungslagern aufmerksam. 1992 folgten mit dem Buch Reisende auf dieser Welt ihre Erinnerungen an die Zeit im Nachkriegsösterreich. 1989 fing sie nach einer Japanreise an, erste Bilder zu malen. Immer wiederkehrende Themen sind bunte Naturmotive, besonders der Roma vor dem Krieg, aber auch sehr düstere Darstellungen der NS-Gräuel. Ausstellungen ihrer Werke waren am häufigsten in Deutschland und Österreich zu sehen, aber auch in anderen Ländern, wie beispielsweise Japan und Tschechien. 2003 erschien ihr Gedichtband Meine Wahl zu schreiben – ich kann es nicht.
Im Rahmen des Projektes Die letzten Zeugen am Burgtheater war Ceija Stojka eine von sieben Überlebenden der NS-Vernichtungslager, deren Zeugnisse vorgetragen wurden und die auch selbst zum Publikum über ihre Erlebnisse im Rahmen der Judenverfolgung zur Zeit des NS-Staates sprachen, allerdings verstarb sie vor der Premiere im Oktober 2013, sodass sie nicht mehr persönlich teilnehmen konnte.
Ceija Stojka wurde in Wien auf dem Groß-Jedlersdorfer Friedhof in einem ehrenhalber gewidmeten Grab (Gruppe 13, Reihe 2, Nummer 10) bestattet.

## Ceija Stojka International Fund
Im Jahr 2018 wurde von einer Gruppe von internationalen Kuratorinnen und Kuratoren, Journalisten, Autorinnen und Autoren, einer Filmemacherin und einer Fotografin zusammen mit den Erben von Ceija Stojka der International Fund gegründet. Diese nichtkommerzielle Institution verfolgt das Ziel, für die interessierte Öffentlichkeit Daten zu Werk und Person von Ceija Stojka bereitzustellen sowie über Ausstellungen, wichtige Presseresonanz und über die wissenschaftliche Rezeption des Werkes zu informieren.

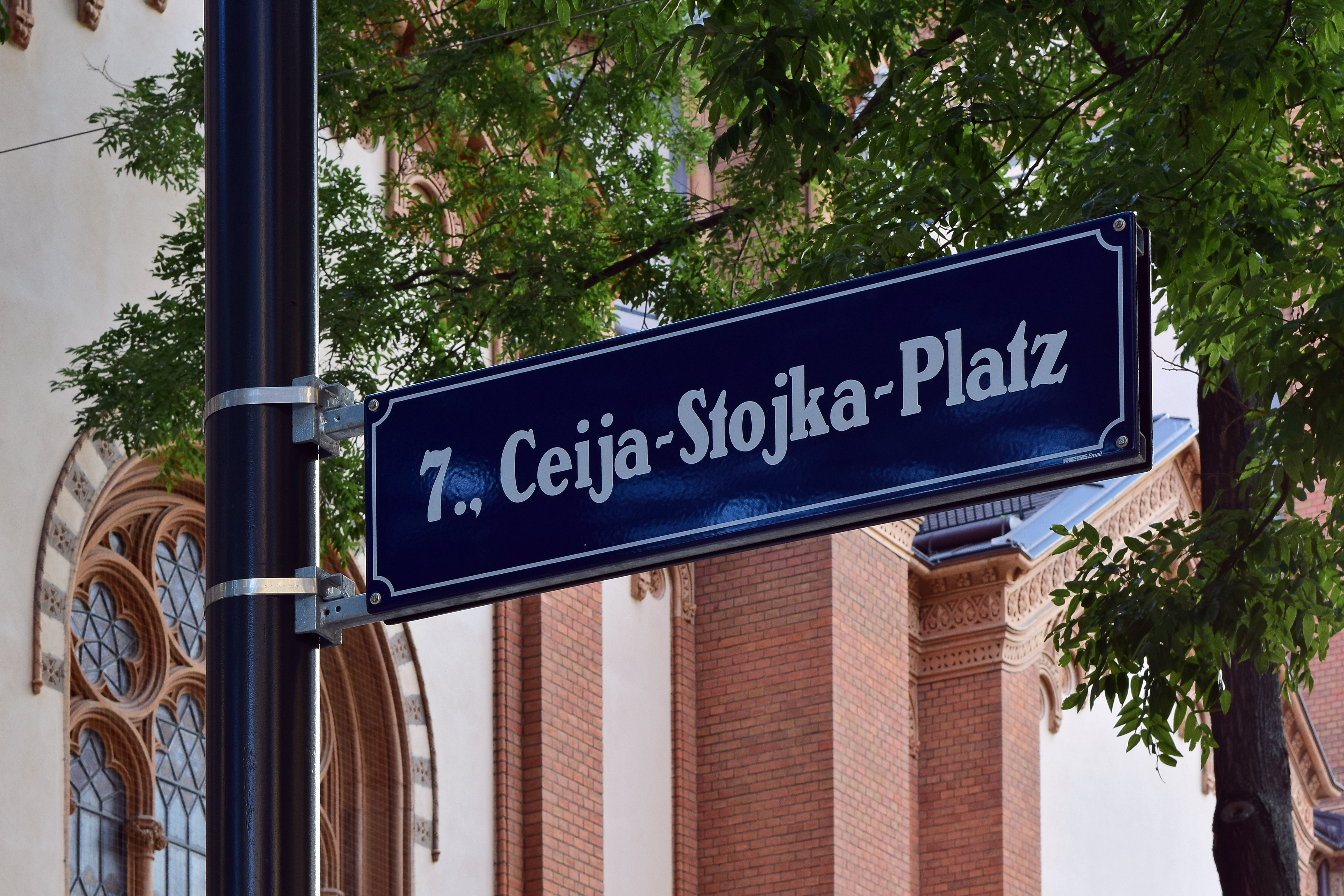
Tafel Ceija-Stojka-Platz in Wien-Neubau

## Auszeichnungen

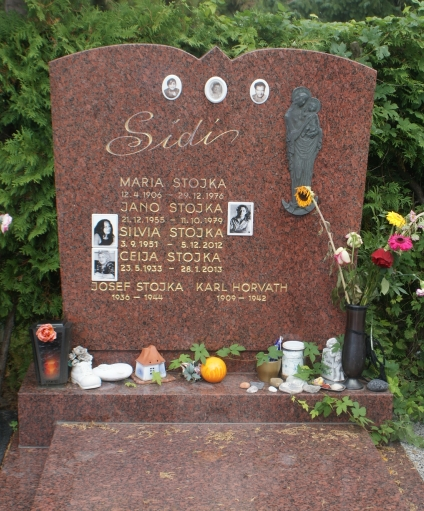
Grabstätte von Ceija Horvath-Stojka

- Bruno-Kreisky-Preis für das politische Buch, 1993
- Josef-Felder-Preis, 2000[10]
- Goldenes Verdienstkreuz des Landes Wien, 2001
- Humanitätsmedaille der Stadt Linz, 2004[11]
- Goldenes Verdienstzeichen des Landes Oberösterreich, 2005[11]
- Fernsehpreis der Österreichischen Erwachsenenbildung, 2006
- Berufstitel Professor durch das österreichische Bundesministerin für Unterricht, Kunst und Kultur, 2009[12]
- Im Jahr 2014 wurde der Platz vor der Altlerchenfelder Pfarrkirche nach ihr Ceija-Stojka-Platz benannt.[13]

## Werke
- Wir leben im Verborgenen. Erinnerungen einer Rom-Zigeunerin (hrsg. von Karin Berger, Wien 1988)
- Reisende auf dieser Welt (hrsg. von Karin Berger, Wien 1992)
- Meine Wahl zu schreiben – ich kann es nicht Gedichte (2003)
- Me Diklem Suno (Audio-CD)
- Träume ich, dass ich lebe? Befreit aus Bergen-Belsen (hrsg. von Karin Berger 2005)
- ceija stojka. auschwitz ist mein mantel. bilder und texte. (Monografie, hrsg. von Christa Stippinger, edition exil, Wien 2008)
- Ceija Stojka (1933–2013) – Sogar der Tod hat Angst vor Auschwitz (Monografie, hrsg. von Lith Bahlmann / Matthias Reichelt, Verlag für Moderne Kunst Nürnberg 2014)

## Filmische Rezeption
- Ceija Stojka – Porträt einer Romni (Ceija Stojka), 1999 (Regie: Karin Berger)
- Unter den Brettern hellgrünes Gras, 2005 (Regie: Karin Berger)